# Ryann Redmond
Ryann Kirby Redmond es una actriz y cantante estadounidense conocida por interpretar el papel de Bridget en Bring It On: The Musical. Actuó en Broadway en el musical If/Then, que cerró el 22 de marzo de 2015, y se convirtió en la primera actriz en interpretar a Olaf en Frozen en Broadway, en 2019.

## Vida personal
Nacida y criada en Alpharetta y Cumming, Georgia, es hija de Andrea (Elvey) y Webb Redmond, ex oficial de marina y policía. Sus padres están divorciados, ambos se han vuelto a casar y ella tiene 6 hermanos o hermanastros entre ellos. Asistió a South Forsyth High School, donde estuvo involucrada en el teatro. En 2006 ganó un premio Breakthrough Performance Award en la competencia Georgia One-Act. Después de graduarse, estudió teatro musical en el programa CAP21 en la Tisch School of the Arts de la Universidad de Nueva York con una beca completa, pero dejó la universidad cuando fue elegida para Bring It On: The Musical.

## Carrera
En 2010, Redmond interpretó a Alice en el musical Alice at the Palace de Elizabeth Swados. Meryl Streep había interpretado a Alice en la producción original de Off-Broadway. También actuó en el musical Books Cook! de Swados, ganando reseñas destacadas. Redmond siguió participando en los talleres de la Fundación Broadway Dreams, y en 2011, mientras actuaba en una función benéfica de Nueva York, Bernie Telsey admiró su talento y le pidió que fuera al día siguiente para leer para Bridget en Bring It On: The Musical. Redmond consiguió el papel y participó en la lectura inicial, el NY Workshop, el estreno mundial en Atlanta y la gira nacional por los EE. UU. y Canadá.
En 2012, hizo su debut en Broadway en Bring It On: The Musical, que se estrenó el 1 de agosto de 2012 y cerró el 30 de diciembre de 2012. El musical fue nominado al premio Tony al mejor musical. Mientras estaba de gira con el programa, Redmond fue nominada a varios premios por su actuación, incluido el de Mejor Artista Destacado en un Musical por el Círculo de Críticos de Drama de Los Ángeles. En 2014, interpretó el papel de Paulette en el musical If/Then, que se estrenó el 30 de marzo de 2014 en Broadway, protagonizado por Idina Menzel.
En 2015, Redmond protagonizó la producción Off-Broadway Gigantic del Vineyard Theatre, que se estrenó el 3 de diciembre de 2015.
El 15 de enero de 2019 se anunció que Redmond asumiría el papel de Olaf en la producción de Broadway de Frozen a partir del 19 de febrero. Es la primera mujer en interpretar el papel. Sin embargo, debido a la pandemia de COVID-19, todos los teatros de Broadway cerraron el 12 de marzo de 2020. Disney anunció más tarde que Frozen no reabriría después de que se levantara el bloqueo.

## Créditos

### Películas
- Borderlands - Ellie (2021)
- A Good Person - Becka (2023)

### Teatro
Broadway
- Bring It On - Bridget (2012), dir. Andy Blankenbuehler
- If/Then - Paulette y otras (2014–15), dir. Michael Greif
- Escape to Margaritaville - Reparto/Tammy (2018), dir. Christopher Ashley
- Frozen - Olaf, (2019), dir. Michael Grandage

Off-Broadway
- Gigantic, Taylor (2015)

Gira/Regional
- Bring It On - Bridget (2011), dir. Andy Blankenbuehler, Gira nacional
- Hairspray - Tracy Turnblad (2015), dir. Dan Knechtges, en The Muny
- Legally Blonde - Enid Hoopes (2016), dir. Michael Heitzman, em Music Circus

Otros
- String, Clotho (Lectura)
- Zombies on Broadway, Gertrude/Melissa (Lectura)
- Girls Just Wanna Have Fun, Harriet (Lectura)
- City Of, Cammie (Lectura)
- If/Then, Paulette y otros, (2013), Washington D. C. tryout
- Too True to Be Good, Mops, workshop
- High Fidelity Reunion, Cantante
- Coney Island Christmas, Evie Slotnik (Lectura)
- Rockwell: Life on a Palette, Jill (Lectura)
- Bring it On, Bridget, Atlanta
- Books Cook! A Children's Vaudeville, Pigeon, Atlantic Theatre Company
- The House of Bernarda Alba, Prudencia, Playwrights Horizons

### Televisión
- Local Attraction, Tracy (serie web), dir. Connor Hines
- Cheer Factor Video Blog, Self (espectáculo de Broadway.com)
- Younger, Dora, 1 episodio